# David Ahlberg
David Josia Ahlberg, född 30 januari 1869 på Ahlsborg i Flugeby, Vetlanda, död 2 februari 1949 i Stockholm, son till missionsledaren och författaren Per August Ahlberg som drev en missionsskola nära Vetlanda. Organistexamen 1888, musiklärare- och kyrkosångarexamen 1890. Organist 1904, från och med 1915 kantor i Matteus församling i Stockholm. Vissa tider även musiklärare vid Palmgrenska skolan, Betelseminariet och Johannelund. Komponerade själv flera melodier. Han finns representerad i Den svenska psalmboken 1986 med ett verk, nämligen Det susar genom livets strid, nr 109.

## Psalmer
- Det susar genom livets strid (nr 109 1986) tonsatt 1894.
- Kämpar vi äro, fanan vi bära[2]